# Mathäus Funk

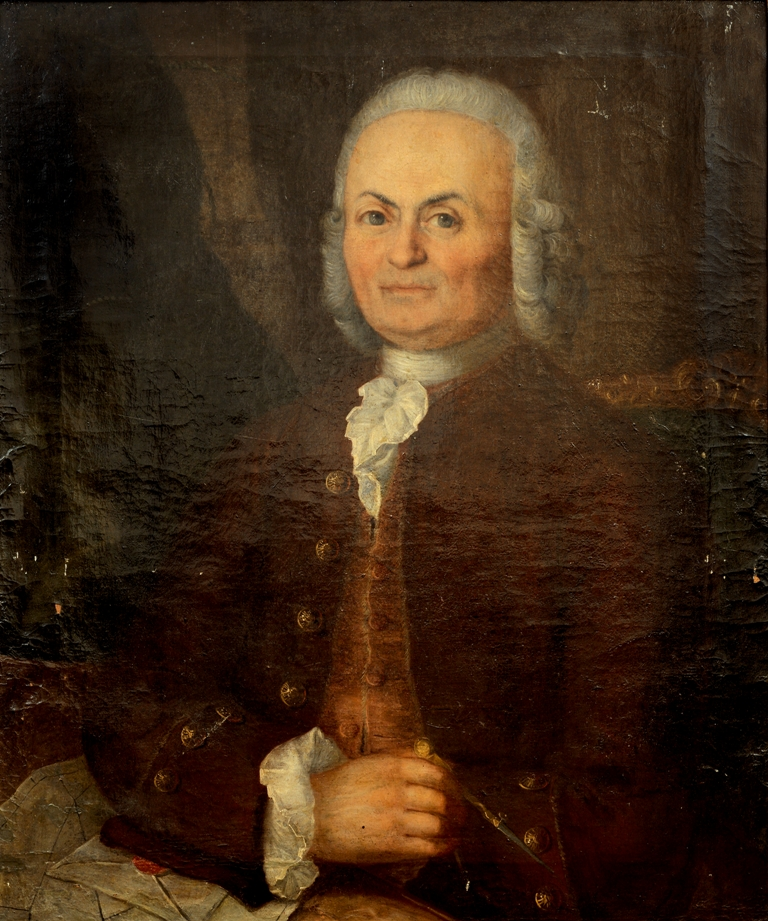
Mathäus Funk, Bildnis von John Webber (1770).

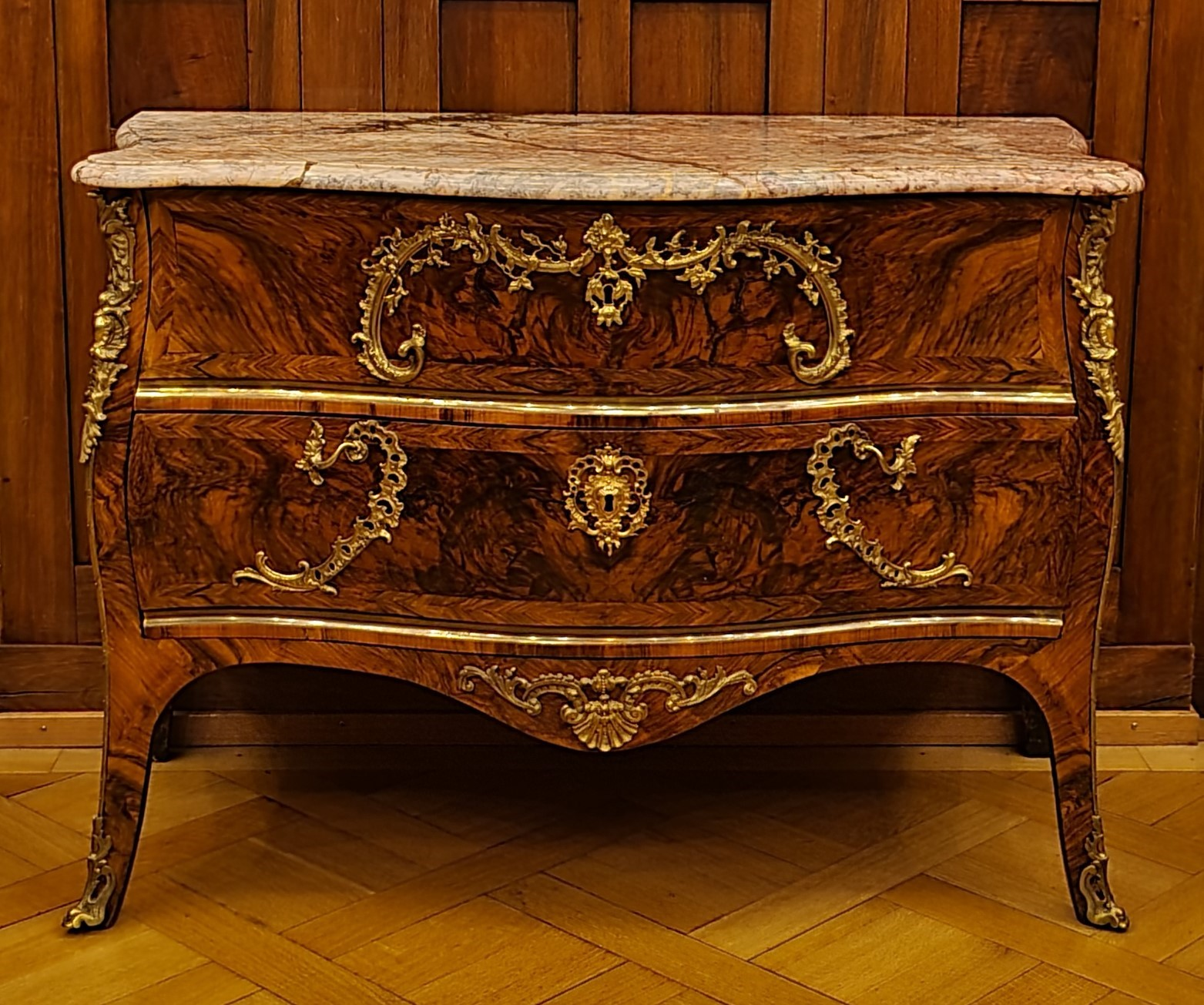
Mathäus Funk, Kommode Louis XV (um 1765), im Besitz der Gesellschaft zu Mittellöwen in Bern.

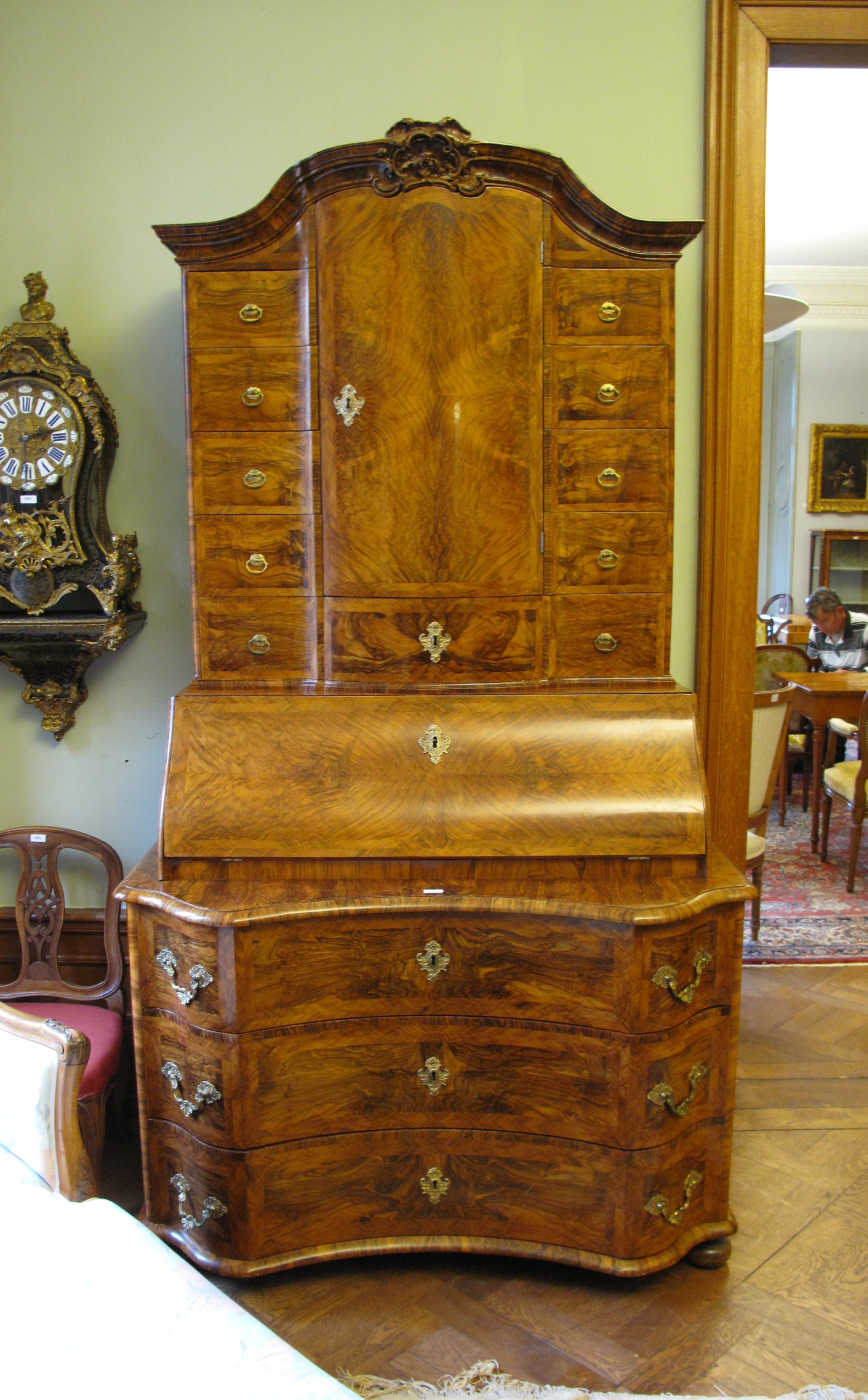
Mathäus Funk, Troiscorps Louis XV

Mathäus Funk (getauft am 18. April 1697 in Murten; † 24. September 1783 in Bern; Bürger von Nidau) war ein Schweizer Ebenist.

## Leben
Funk war der älteste Sohn des Johann Lorenz Funk, eines Postspediteurs aus Frankfurt am Main, und der Anna Margaritha, geborene Sergant. Nach einer Lehre zum Tischler erlernte Funk seine Ebenistenkunst auf einer langen Wanderschaft und übte sie in Frankfurt am Main und in Paris aus. Am 23. November 1724 erlaubte die Burgerkammer von Bern dem «kunstreichen Ebenisten und Vergolder», in Bern als Hintersasse Wohnsitz zu nehmen. Funk war seit 1725 mit Maria Magdalena Wäber verheiratet. Seit 1734 wohnte er im städtischen Kommerzienhaus. 1757 bekam er den Aufenthaltsstatus eines Habitanten und wurde von der Obrigkeit gegen Angriffe anderer Handwerker mehrfach geschützt. Sein Sohn Daniel Funk wurde Uhrmacher und arbeitete ab 1753 in der väterlichen Werkstatt mit. Den Haushalt in Bern führte ihm nach dem Tod seiner Frau deren Schwester Rosina Wäber, die Schwester des nach England ausgewanderten Bildhauers Abraham Wäber. Dessen Sohn John Webber, der spätere Expeditionsmaler James Cooks, verbrachte die Kindheit bei seiner Tante im Hause Funk. Durch einen Besuch Webbers in Bern (um 1790) kamen einige seiner Sammlerstücke aus der Südsee an die dortige städtische Sammlung. 1780 übergab sie Funk seinem Meistergesellen Christian August Müller aus Dresden.

## Werk
In seiner Werkstatt arbeiteten 1764 fünf Gesellen aus Deutschland und Schweden. Funk arbeitete oft mit seinem Bruder Johann Friedrich zusammen. Auftraggeber waren Private und Gesellschaften aus Schweizer Städten und u. a. der württembergische Hof, ab 1745 auch der Rat von Bern.
Die sogenannte klassische Funk-Kommode, vorn und seitlich geschweift und gebaucht, ist ein Möbelstück, das sich im bernischen Herrschaftsgebiet grosser Beliebtheit erfreute. Funk schlug seine Möbel meist mit Herrnhuter Kleisterpapier aus. Das deutet auf eine Beziehung zur Werkstatt des berühmten Ebenisten Abraham Roentgen hin, der Angehöriger der Herrnhuter Brüdergemeine war.
Die bedeutendste und umfangreichste Sammlung von Werken Mathäus Funks und seines Bruders Johann Friedrich Funk (I.) befindet sich heute im Schloss Jegenstorf. Weitere wichtige Sammlungen befinden sich im Historischen Museum Bern, im Schloss La Sarraz und Schloss Wildegg.